# Escuela Politécnica
Die Escuela Politécnica ist die zentrale Militärakademie der Streitkräfte Guatemalas und hat ihren Sitz in San Juan Sacatepéquez.

## Geschichte
Die Escuela Politécnica wurde im Zug der faktischen Neugründung der Streitkräfte Guatemalas nach der liberalen Revolution von Miguel García Granados Zavala und Justo Rufino Barrios Auyón im September 1873 gegründet. Zunächst befand sie sich im Convento de la Recolección in Guatemala-Stadt, 1912 kam sie dann in einen festungsartigen Bau in der Avenida La Reforma, der Prachtstraße der Hauptstadt. In diesem Gebäude, an dem noch vieles an die frühere Nutzung durch die Militärakademie erinnert, befindet sich heute das Verteidigungsministerium. Nach dem schweren Erdbeben von 1976 zog die Akademie schrittweise auf einen neuen Campus in San Juan Sacatepéquez.
Die Escuela Politécnica entstand als Kadettenanstalt, an der Offizieranwärter militärisch ausgebildet wurden und zugleich eine Oberschulausbildung bis zum Abitur machten. Ausgewählte Absolventen konnten nach Erlangung des Offizierspatents an der Schule eine Ausbildung im Bereich Ingenieurwissenschaften, Topographie oder Telefgraphie durchlaufen. Zu diesem Zweck bestand eine enge Kooperation mit der Universidad San Carlos de Guatemala, die ihre Ingenieurfakultät zeitweise ganz in die Escuela Politécnica integrierte oder die Ingenieurausbildung der Offiziere ganz an der Universität durchführte.
Obwohl man 1955 eine separate Kadettenvoranstalt gründete, blieb die Escuela Politecnica in erster Linie eine Offiziersschule, die mit dem Abitur endete. Erst in den 1980er Jahren erhielt sie den Status einer Hochschule. Offiziersanwärter müssen neben der militärischen Ausbildung ein vierjähriges Studium absolvieren (Licenciatura en Tecnología y Administración de Recursos). Seit 1997 ist die Escuela Politécnica auch für Frauen geöffnet.

## Andere Schulen

### Instituto Adolfo V. Hall
Viele Offiziersanwärter der Escuela Politécnica kommen von einer der heute sieben Kadettenanstalten des Instituto Adolfo V. Hall. Dieses Institut entstand 1955 in Guatemala-Stadt. Neben dem Zentralinstitut in der Hauptstadt gibt es heute noch sechs weitere Schulen im ganzen Land, an dem zwölf bis achtzehnjährige Kadetten die Oberschule absolvieren und zusammen mit der Hochschulreife auch ein Reserveoffizierpatent erlangen können. Danach können sie ihre Ausbildung an der Escuela Politécnica fortsetzen oder ins Zivilleben zurückkehren.

### Escuela Naval de Guatemala
Die guatemaltekische Marineakademie in Puerto Quetzal (Puerto San José) wurde 1959 gegründet und bildet sowohl Offiziere der kleinen guatemaltekischen Kriegsmarine, als auch Offiziere der Handelsmarine aus. Sie verfügt über ein Schulschiff. Truppendienstlich untersteht die Schule dem Marinekommando im Verteidigungsministerium, ausbildungstechnisch untersteht sie teilweise der Escuela Politécnica. Angehende Marineoffiziere absolvieren ihr erstes Ausbildungsjahr an der Escuela Politécnica, an die sie am Ende der seemännischen  Ausbildung auch wieder zurückkehren. 

### Escuela Militar der Aviación
Die Fuerza Aerea Guatemalteca hat eine lange Tradition. Die Anfänge EMA gehen auf eine Flugschule aus der Pionierzeit zurück. Als wirkliche Offiziersschule entstand sie jedoch erst 1942 auf dem Flughafen von Guatemala, wurde jedoch bald wieder geschlossen. Nach der Neugründung im Jahr 1970 wurde sie 1989 nach Retalhuleu verlegt. Daneben gibt es noch eine technische Offiziersschule. Auch hier absolvieren die Anwärter den ersten Teil ihrer Ausbildung an der Escuela Politécnica.

### Comando Superior de Educación
Das Comando Superior de Educación del Ejército de Guatemala (COSEDE) entstand 1946 als Escuela (de Aplicación) de Armas y Servicios zur Fachausbildung der Offiziere in ihren jeweiligen Truppengattungen. 1970 erfolgte die Umbenennung in Centro de Estudios Militares (CEM), 2004 erhielt es den Namen Centro de Estudios Superiores de la Defensa Nacional (CESDENA), zwei Jahre später den heutigen Namen. Das COSEDE ist die Führungsakademie der Streitkräfte und untergliedert sich in ein Institut für höhere Verteidigungsstudien (Escuela de Altos Estudios Estratégicos), in eine Generalstabsschule (Escuela de Comando y Estado Mayor), in eine Truppenfachschule (Escuela de Armas y Servicios) und in eine Sprachschule (Escuela de Idiomas). Das COSEDE bietet verschiedene Fortbildungslehrgänge an, darunter den Stabsoffizierlehrgang. Absolventen der Generalstabsschule und der höheren Lehrgänge erhalten unter Umständen einen Master. Guatemaltekische Generalstabsoffiziere tragen zu ihrer Dienstgradbezeichnung den Zusatz „DEM“ (Diplomado de Estado Mayor).
Das COSEDE befindet sich im Militärkomplex Mariscal Zavala im Nordosten der Hauptstadt an der Atlantikroute CA9 (km 5,5 - Zona 17).